# چوان لیکپای
چوان لیکپای (تایلندی: ชวน หลีกภัย؛ زادهٔ ۲۸ ژوئیهٔ ۱۹۳۸) یک سیاست‌مدار اهل تایلند است.